# Libertação Animal (livro)
Libertação animal é um livro publicado originalmente em 1975 pelo filosofo australiano Peter Singer. O livro denuncia práticas de crueldade aos animais de um ponto de vista ético, defendendo a extensão da noção de direito à vida digna e não exploração também aos animais, e considerando a negação deste princípio, o especismo, como postura tão repugnante quanto o racismo. É considerado a base filosófica do movimento de Libertação Animal.
A organização People for the Ethical Treatment of Animals, desde sua fundação, em 1980, apoia fortemente o livro.